# گومینگ
گومینگ (به آلمانی: Göming) یک منطقهٔ مسکونی در اتریش است که در ناحیه زالتسبورگ-اومگه‌بونگ واقع شده‌است. گومینگ ۸٫۷۷ کیلومتر مربع مساحت دارد ۵۳۰ متر بالاتر از سطح دریا واقع شده‌است.